# Феноменологија духа
Феноменологија духа (Phänomenologie des Geistes 1807), дјело је Георга Вилхелма Фридриха Хегела. То је најважније Хегелово филозофско дјело, оно истражује концепт духа, питајући се како је оно састављено од себе и од свјета, и у процесу даје приказ читавог система метафизике, етике, и политичке филозофије. Често спомињано као једно од Хегелових радикалнијих дјела, оно даје увод у познату Хегелову дијалектику. Хегел у овој књизи уноси развој свих могућих форми свијести, до тачке у којој свијест постаје могућа не као пуки феномен, већ као реалност каква је она по себи, поистовјећена како са сазнањем апсолута тако и са тренутком када "дух" коначно сазнаје себе. "Феноменологија духа" садржи одличну анализу крхке природе самосвијести, а нарочито начина на који она зависи од признања од стране других. Према томе, појава сингуларног "духа" као супротност нормалној плуралности мноштва духова оправдана је друштвеном природом самосвијести. 

## Релевантни чланци
- Филозофија
- Хегел
- Енциклопедија филозофских наука
- Наука логике
- Хисторија филозофије